# Czarnocin (Santacroce)
Czarnocin è un comune rurale polacco del distretto di Kazimierza Wielka, nel voivodato della Santacroce.
Ricopre una superficie di 69,53 km² e nel 2004 contava 4 241 abitanti.